# 鹿马桥镇
鹿马桥镇，是中华人民共和国湖南省永州市东安县下辖的一个乡镇级行政单位。

## 行政区划
2013年3月，湖南省人民政府批准将鹿马桥镇的两个建制村——金江、石彭划出，与黄泥洞林场成立黄泥洞乡。
2015年11月11日，黄泥洞乡与鹿马桥镇成建制合并设立鹿马桥镇。
现鹿马桥镇下辖以下地区：
黎山社区、新村社区、新街社区、金江村、坪阳坝村、大沙子铺村、七家廖村、石鼓村、马头湾村、酸枣坪村、李家湾村、楼脚坪村、沙子山村、黄里坪村、肖罗塘村、鹿马桥村、五通庙村、四塘村、三口塘村、水溪村、泉水村、陶家村、陶家冲村、毛塘村、天堂村、简家岭村和白竹园村。

## 出身名人
- 唐岳，楚天科技创始人兼董事长。[5]